# Pfaffia glomerata
Pfaffia glomerata är en amarantväxtart som först beskrevs av Spreng., och fick sitt nu gällande namn av Troels Myndel Pedersen. Pfaffia glomerata ingår i släktet Pfaffia och familjen amarantväxter. Inga underarter finns listade i Catalogue of Life.

## Bildgalleri

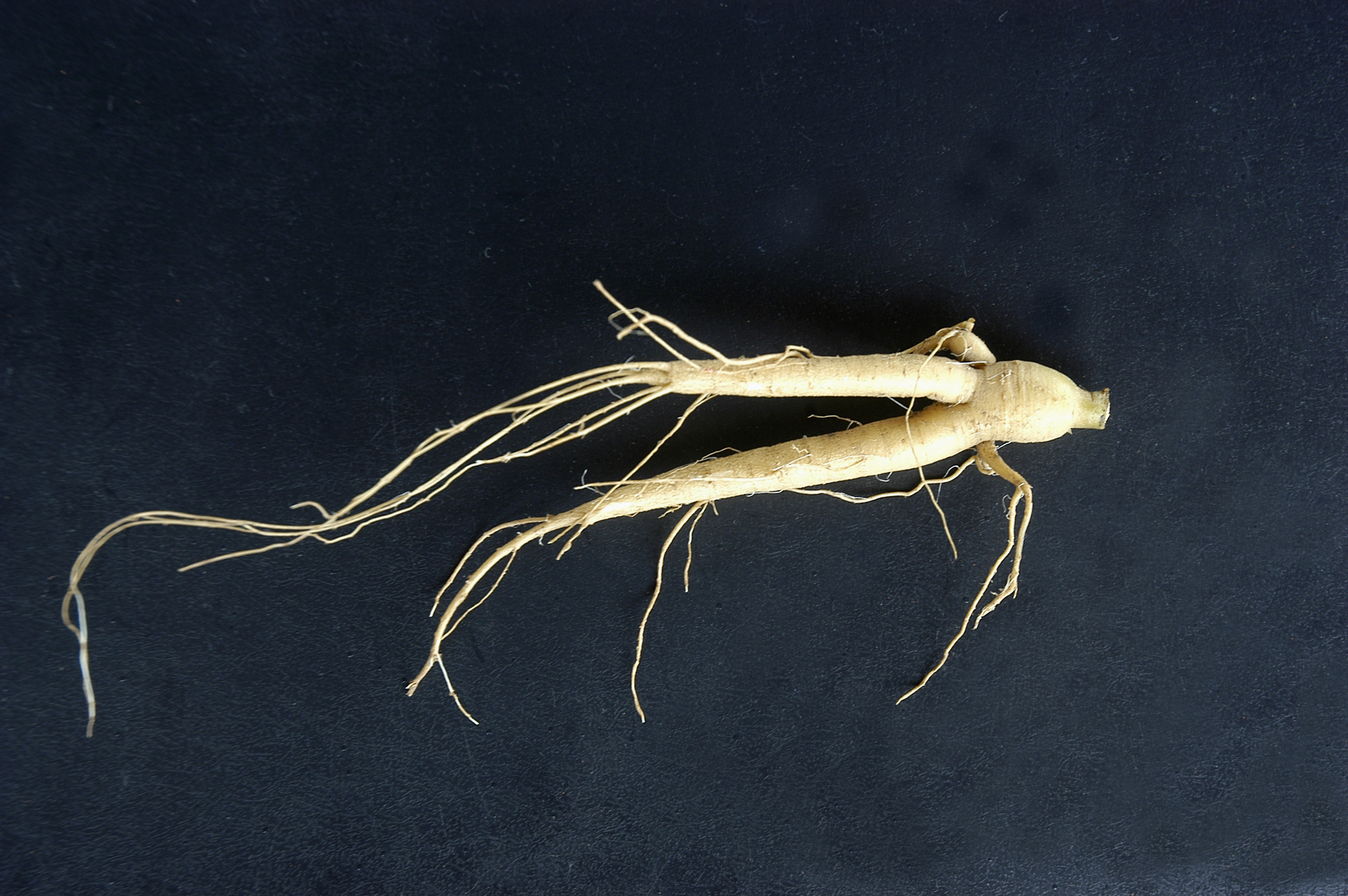
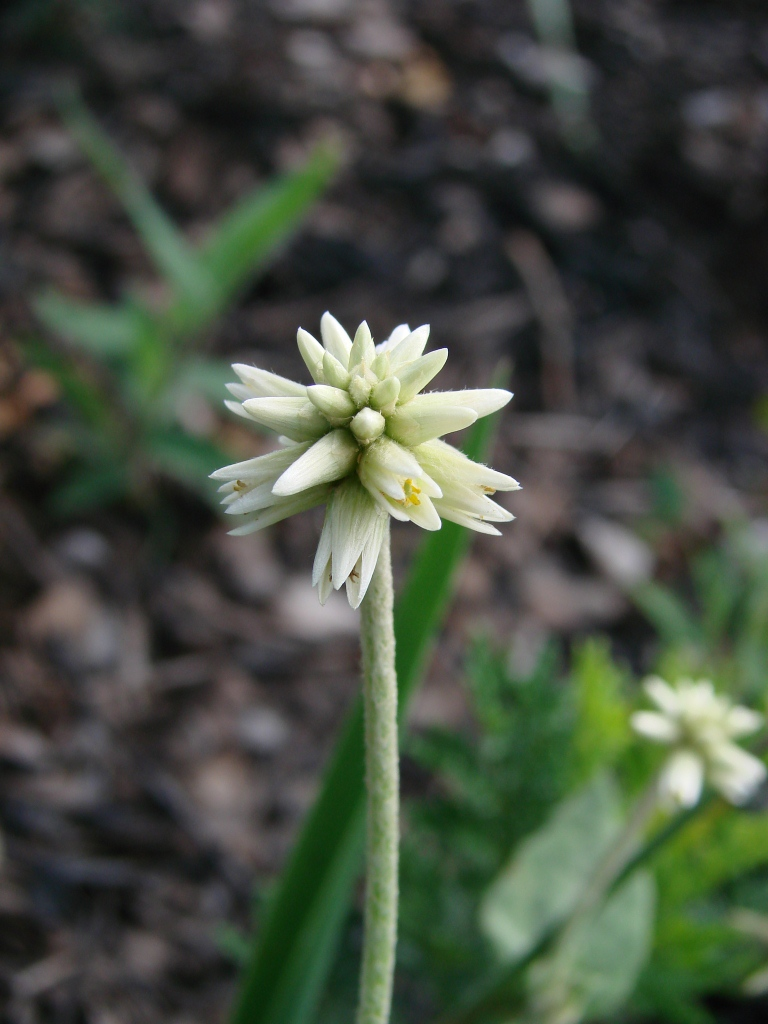
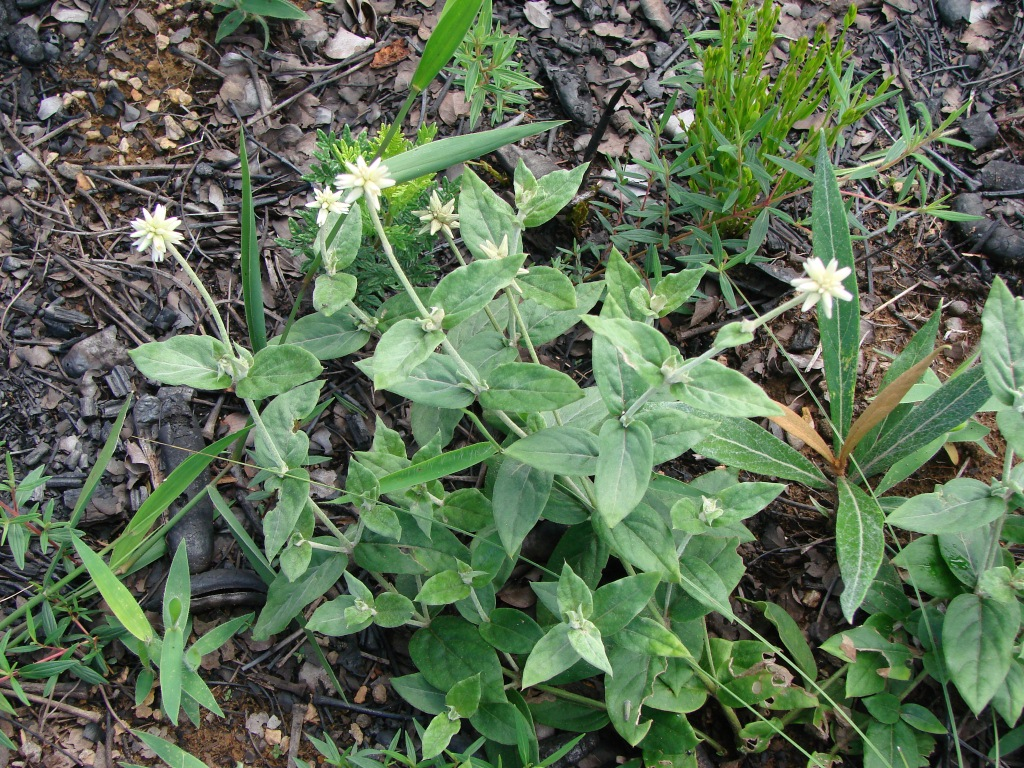
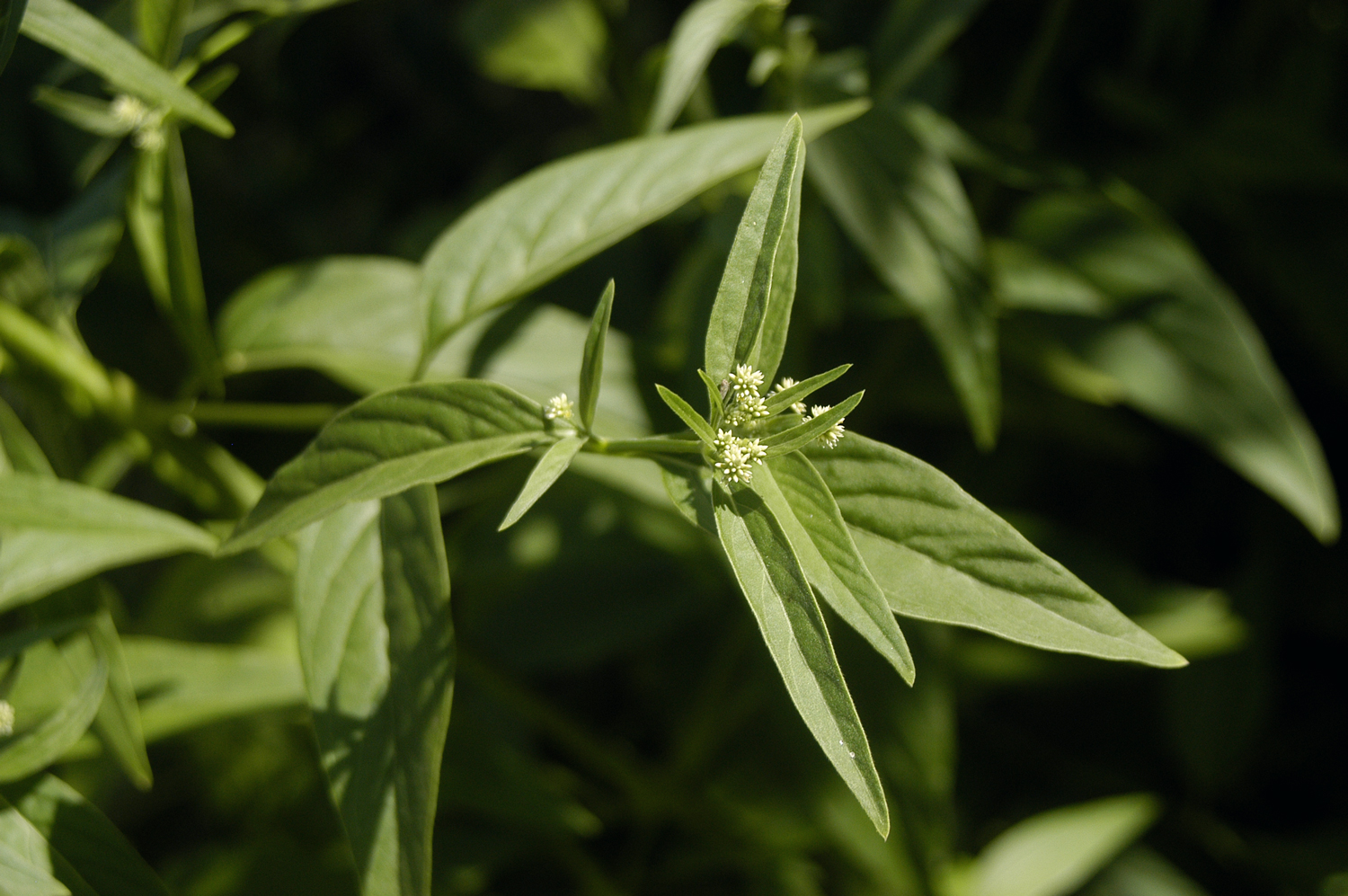
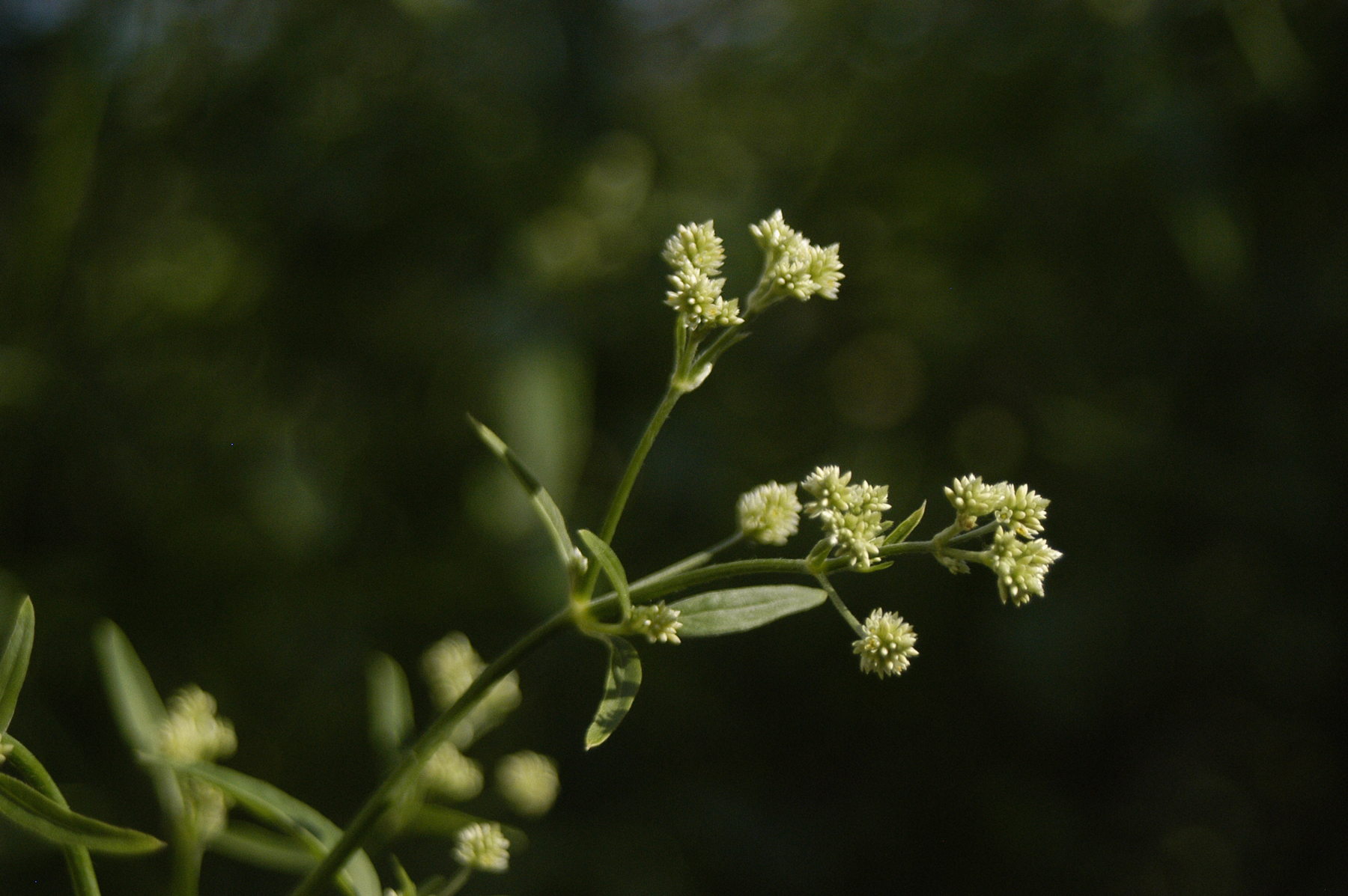
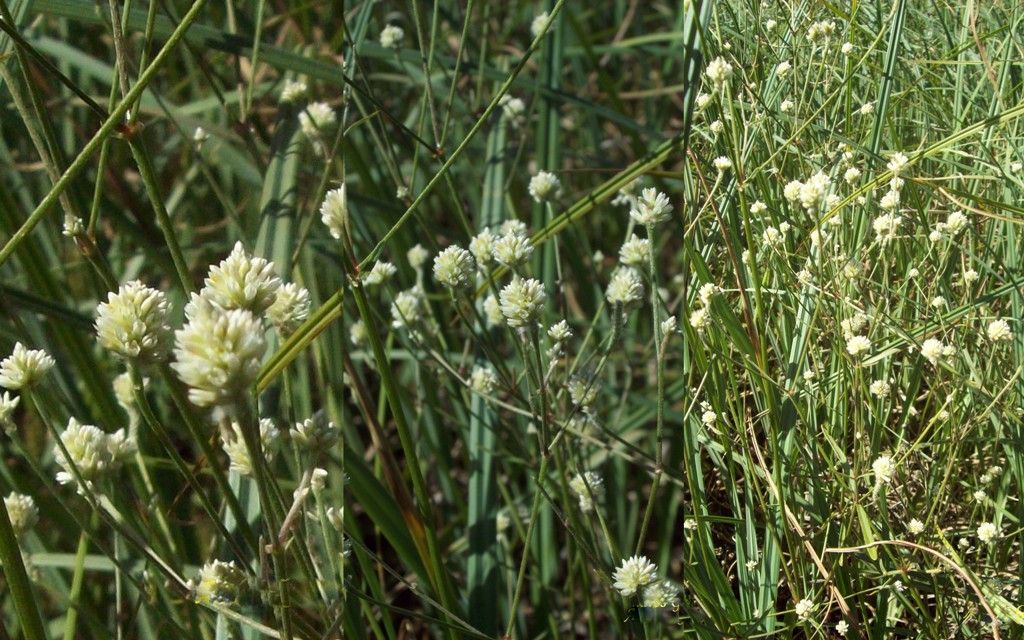